# علم الآثار في سلطنة عمان
علم الآثار في سلطنة عمان (بالإنجليزية: Archaeology of Oman) هو علم من العلوم يُعنى بدراسة البشر من خلال آثارهم وبقاياهم المادية مثل المباني والأدوات والفخار والعظام وغيرها. ويُعد هذا العلم أداة أساسية لفهم الإنسان منذ العصور الأولى.

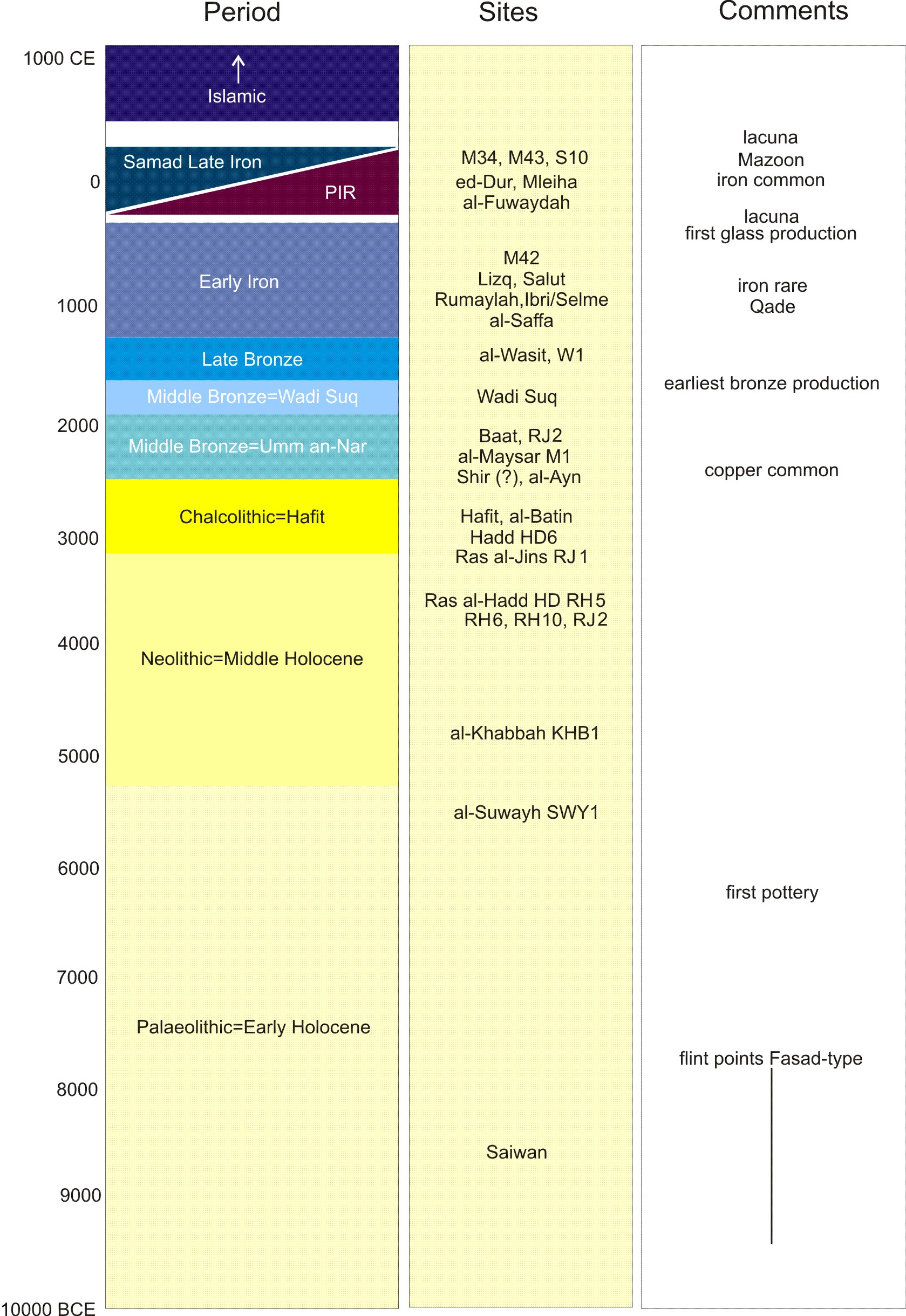
جدول التسلسل الزمني للآثار في وسط عُمان.

تقع سلطنة عُمان في جنوب شرق شبه الجزيرة العربية. ويُعرف البعض عمان بتعريفات مختلفة، أبرزها: عمان التقليدية وهي دولة الإمارات العربية المتحدة الحالية، على الرغم من اختلاف الآثار في نواحي عدة بينها وبين عمان. وتطور علم الآثار في جنوب ظفار بسلطنة عمان بشكل منفصل عن الآثار في وسط وشمال سلطنة عمان.

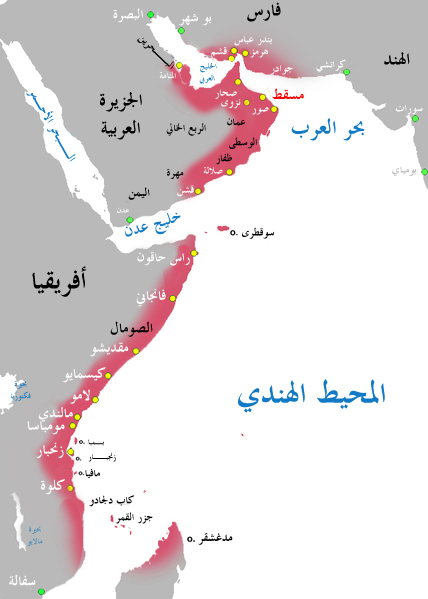
الموقع الجغرافي لسلطنة عمان

تختلف العصور والفترات الزمنية في المجتمعات، فمنذ نشأة الإنسان حتى الآن وجدت آثار تعود إلى فترات زمنية مختلفة، ويتم ربطها بثقافات مختلفة، وتوجد صعوبة في بعض الأحيان في تحديد مدتها وتاريخها، فجميعها تقليدية وتطور الإنسان من خلالها. والفترات والعصور تُعرف على أنها تصنيفات استُنتجت وفقا لمجموعة من القطع الأثرية التي عُثِرَ عليها في مختلف المجتمعات. وتُقسّم العصور كالتالي: العصر الحجري القديم (العصر الحجري القديم)، العصر الحجري الجديد (العصر الحجري الحديث)، العصر النحاسي، العصر البرونزي، العصر الحديدي المبكر، العصر الحديدي المتأخر، وعصر الإسلام.
إن مقياس التحول هو حجم الصناعة والتصنيع الجاري، وخاصة صناعة النحاس ــ الذي يتم رفضه باعتباره خبثًا - وغيره من المصنوعات المعدنية. ولا تزال التواريخ المطلقة للفترة الزمنية المختلفة قيد الدراسة، ومن الصعب تحديد سنوات العصر الحديدي المتأخر في وسط وجنوب عمان. حتى المعالم الأثرية الكبرى تم تأريخها بشكل مختلف، حيث تمتد لآلاف السنين.
من الناحية الأثرية، تتزايد الاختلافات بين مساحة دولة الإمارات العربية المتحدة الحالية والسلطنة، خاصة في نهاية العصر الحديدي المبكر، وذلك بسبب الظروف الجغرافية المختلفة محلياً. تحدد كمية الرطوبة القدرة الاستيعابية للمنطقة، مع استخدام مجموعة متنوعة من الاستراتيجيات لاستغلال الموارد المتاحة. ومنذ أن بدأت الأعمال الميدانية الأثرية في أوائل سبعينيات القرن العشرين، عملت العديد من الفرق في السلطنة على تقصي هذه الآثار واكتشافها والتعمق في مكنوناتها.

## العصر الحجري
العصر الحجري في سلطنة عمان يُعد من الفترات الزمنية الهامة في تاريخ الإنسان العماني. شهدت المنطقة تطورًا ملحوظًا في استخدام الأدوات الحجريّة والعيش البشري في بيئات مختلفة. ويعود هذا العصر إلى ما يقارب مليون سنة. ينقسم العصر الحجري إلى مراحل مختلفة وهي العصر الحجري القديم والعصر الحجري المتوسط والعصر الحجري الحديث.
ويمثل العصر الحجري لسلطنة عمان حجر الأساس لفهم وتطور الإنسان في منطقة الخليج العربي، وهذه الحقبة أوضحت مدى ارتباط الإنسان بالمناخ والبيئة المحلية والتكيّف معها.

### العصر الحجري القديم
تمثل هذه الفترة من العصر الحجري بداية استخدام الإنسان البدائي للأدوات الحجرية. واعتمد البشر على أدوات بسيطة مصنوعة من الحجر مثل المكاشط. واعتمدوا على الصيد وجمع الطعام في أسلوب حياتهم، حيث كانوا يعيشون في مجموعات متنقلة. في هذا العصر، بدأ الاحتلال البشري خارج إفريقيا، خرجوا وهم حاملين معهم أساليب حياتهم وموروثاتهم التي انتشرت بسبب هجرتهم واحتلالهم مناطق خارج القارة الإفريقية. تشير النظريات إلى أن مجمع الأدوات النوبية (منذ حوالي 128000 إلى 74000 سنة) انتشر من أفريقيا إلى شبه الجزيرة العربية خلال العصر الحديث الأقرب (ويعرف بالعصر الجليدي - البلستوسيني ) عبر البحر الأحمر. وبدأ فريق مشروع الآثار في ظفار العمل على هذه النظرية في عامي 2010 و2011، حيث قاموا بمسح واكتشاف أنوية ليفالواسية - وهو نوع استخدم قديما ومن الممكن التعرف عليه، وأُشير إلى تواجده وسط ظفار بجنوب عمان.
وفي سلسلة أبحاث أحدث قليلاً، أجرتها بعثة أدم الفرنسية بدءا من عام 2007 إلى عام 2013، عثر على العديد من القطع الأثرية الحجرية المنتشرة في العديد من التلال في ولاية أدم. وقد قاموا بتأريخ الاكتشافات، استناداً إلى السمات التقنية، إلى العصر الحجري القديم الأوسط والأعلى. كانت بقايا الأدوات الحجرية الليفالوازية، والواشاه، والرقائقية، ذات الوجهين هي الأنواع الأساسية للأدوات والآثار التي عُثر عليها.

### العصر الحجري الحديث
يتزامن العصر الحجري الحديث مع بداية العصر الهولوسيني الذي شهد ظهور مجتمع إنتاج الغذاء أو الزراعة، بدلاً من الصيد وجمع الطعام؛ وتتراوح الفترة الزمنية لهذا العصر بين حوالي 10000 و 3500 قبل الميلاد. وكانت العملية مختلفة بعض الشيء في شبه الجزيرة العربية؛ حيث نشأت تربية الحيوانات لأول مرة في عام 5500 قبل الميلاد في عُمان، ولم تظهر الزراعة حتى أوائل العصر البرونزي. أصبح الصيد أكثر تنوعًا والأدوات أكثر تخصصًا؛ وعُثر على حوالي 80% من مجموعة العظام في رأس الحمراء على وجه التحديد والتي كانت عبارة عن أسماك، وصُنفت على أنها أسماك كبيرة الحجم تم اصطيادها بأدوات الصيد مثل الشباك وصيد الخطاف - والتي عثر عليها وتصنيفها من خلال مجموعة من خطافات الأسماك وشباك الصيد.
تشمل المواقع الرئيسية على الساحل الغربي أكوام الصدف في رأس الحمراء والسويق حيث تم العثور على مؤشرات على وجود بعض خطافات صيد الأسماك المصنوعة من عرق اللؤلؤ - ورأس الحد ومصيرة . وقد تم تأريخ أكوام نفاياتهم باستخدام تقنيات الكربون المشع. وأُشير إلى أن تاريخها يعود إلى منتصف الألفية الخامسة إلى الألفية الثالثة قبل الميلاد. وأظهرت العديد من المواقع أدلة على وجود هياكل دائرية أو نصف دائرية محددة بحفر أعمدة، ومواقد، ومكبات نفايات. واحتوت هذه المواقع على قبور بشرية، وكانت تحتوي على سلع جنائزية تتكون من مجوهرات بسيطة. وتمكنوا من العثور على أصداف مختلفة الأشكال في كل مكان على طول الساحل الإمارات العربية المتحدة. وأشارت الأبحاث إلى وجود أنواع مختلفة من الأصداف والمجوهرات في دولة الإمارات العربية المتحدة في غير موطنها الأصلي، مما يشير إلى وجود نشاط تجاري بين المجتمعات في عمان ودولة الإمارات العربية المتحدة.
في عام 2010، حددت بعثة آدم الفرنسية موقع أثري داخلي يحتوي على 127 بقايا هيكلية مختلفة الأشكال والتراكيب، وهي عبارة عن مساكن تشبه الأكواخ ومواقد وقبور. ويعود الموقع إلى عام 4000 قبل الميلاد.
وعُثر على موقع الدهاريز، يقع في محافظة ظفار، ويحتوي على فخاريات حجرية ذات نقاط مزخرفة - وهو شكل كان يُعتقد في السابق أنه فريد من نوعه في الأمريكتين.
ويُشار إلى أن الأدوات الحجرية كانت غير وظيفية وكانت في الواقع تنقل قيمة ثقافية وتظهر مهارة الحرفي ومهارة الإنسان القديم في العصر الحجري.

## العصر النحاسي
يُشار إلى هذا العصر كان في الفترة بين (3100-2700 قبل الميلاد)، والتي عثر على آثارها ونسبها إلى موقع مقبرة على جبل حفيت في الإمارات العربية المتحدة، على الرغم من أن القطع الأثرية المنسوبة إليها تمتد إلى داخل السلطنة وعثر عليها في عُمان. ووما يُشير إلى هذه الحقبة، وجود معظم المدافن على جوانب التلال، مع وجود رواسب من الفخار المستورد من جنوب بلاد ما بين النهرين. وقد تم توثيق مثل هذه الاكتشافات على الساحل الشرقي للسلطنة بالقرب من رأس الحد، ورأس الجنز. كما عثر في المقابر على فخار تشخيصي من نوع فترة جمدة نصر. أما النحاس فقد عثر عليه في رأس الجنز على بوادر بها آثار معدنية وأفران صغيرة ونحو 300 أداة نحاسية، وهي ما تُميز هذا العصر.
بدأ صهر النحاس في محافظة شمال الباطنة، ومع ذلك فإن مثل هذه الخامات تترك القليل من الخبث، ولم تتطلب عملية صهر النحاس ظروفًا خاصة، لذا فلن يكون هناك ما يشير إلى وجودها في السجل الأثري. وتوجد أدلة نصية من سومر تشير إلى التجارة الدولية في النحاس والسلع الأخرى، من وإلى عمان.

###### ومن خصائص هذا العصر والتي شكلت فرقا في البيئة العمانية هي:[15]
- استخدام النحاس. ( بدأت عمان في هذا العصر استخدام النحاس في صناعة الأسلحة، كونه أول معدن تم صهره، وصُنع منه أدوات أكثر متانة من الأدوات التي صُنعت في العصر الحجري.)
- الاستقرار السكاني. ( بدأ الإنسان العماني بالاستقرار والعيش في مجتمعات، وذلك يعود إلى تطور تقنيات الزراعة واستخدام المعادن. فازدهرت المجتمعات السكنية وتحسنت طرق بناء المنازل.)
- الاقتصاد والتجارة. (مع نشاط استخدام المعادن والنحاس، ازدهرت التجارة في السلطنة، فبدأت الرحلات البحرية التجارية وعملية تبادل السلع ونشط الاقتصاد فيها.)
- الحرف والصناعات. ( تميز هذا العصر بتطور الحرف اليدوية والصناعات المختلفة مثل الفخار والتماثيل والزخارف.)
- الدفن والمعتقدات الدينية. (بدأ الإنسان في هذا العصر تعلم أساليب خاصة للدفن، ومما أشار إلى ذلك هو وجود مقابر في مناطق مختلفة صنفت على أنها تعود إلى هذا العصر.)

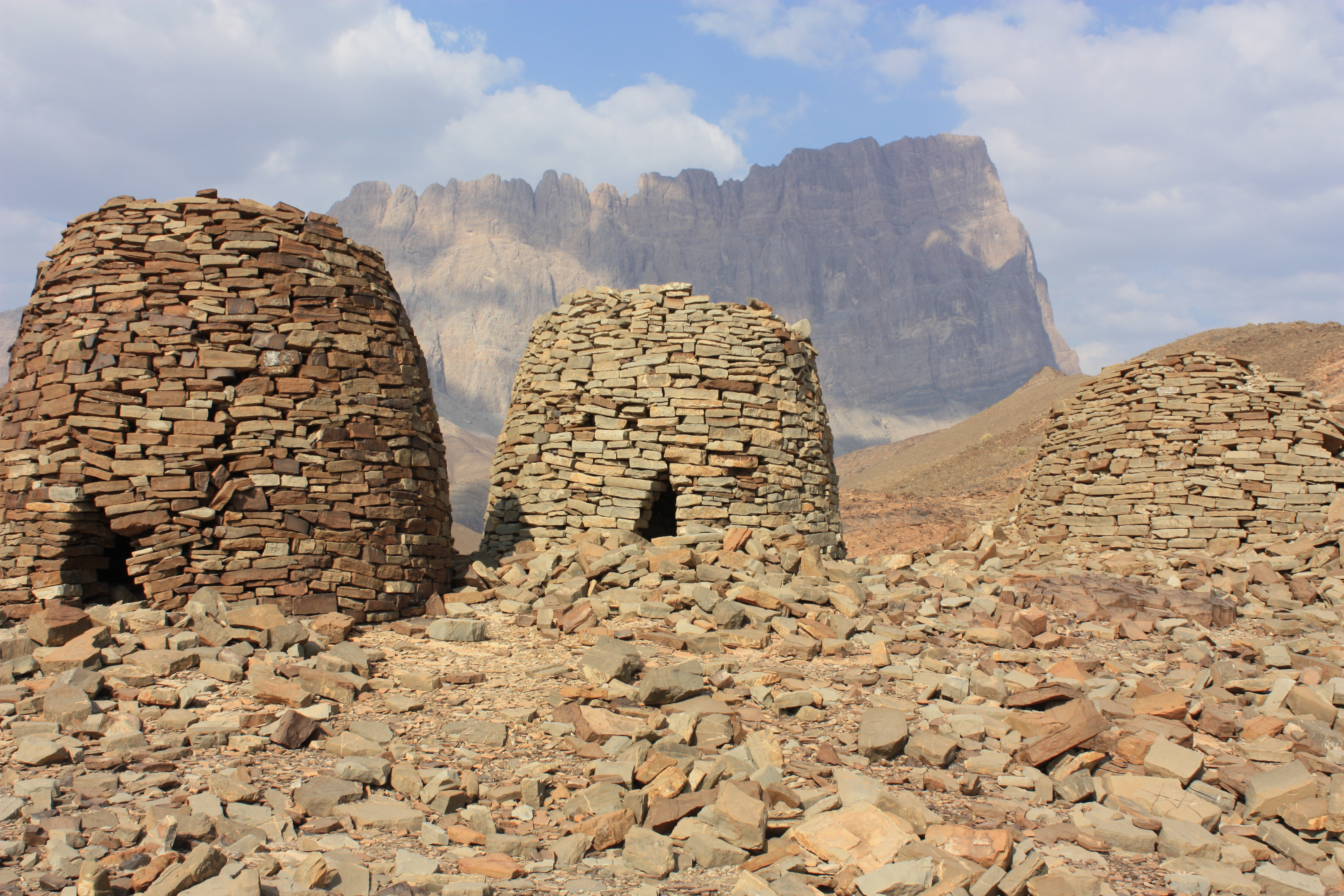
موقع بات

###### ومن أبرز المواقع الأثرية في سلطنة عمان التي صُنفت على أنها تعود إلى هذا العصر:
- موقع رأس الجنز.
- موقع مدافن بات.[16]

## العصر البرونزي
يمتد العصر البرونزي من 3300 إلى 1300 قبل الميلاد، ويشمل جزءًا من فترة حفيت (3100-2700 قبل الميلاد) وفترة أم النار (2700-2000 قبل الميلاد) وفترة وادي سوق (2000-1300 قبل الميلاد).
خلال هذا العصر، كانت سلطنة عمان واحدة من أهم المراكز الثقافية والتجارية في جنوب غرب آسيا. فقد لعبت دورا هامًا في الربط بين الحضارات القديمة، حيث كان النحاس العماني يُصنف كالأفضل في العالم القديم، مما جعل السلطنة من أبرز المراكز الاقتصادية في العصر البرونزي.

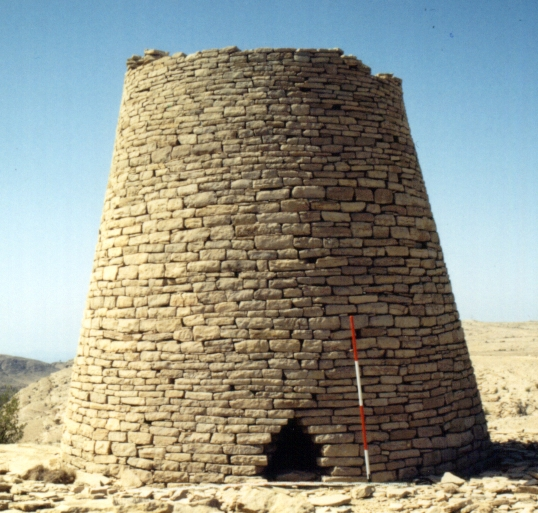
قبر في شير يعود إلى فترة أم النار.

### العصر البرونزي المبكر
خلال هذا العصر، زاد إنتاج المعادن بشكل كبير مقارنة بإنتاج فترة حفيت السابقة، مع وجود العديد من سبائك النحاس المحدبة المسطحة.
وتُظهر الأبحاث إلى وجود عددا من المقابر تشير إلى هذا العصر، تشتهر بمواقعها الفنية الصخرية. وأحصى مسح أجري عام 2006 ما يصل إلى 325 مقبرة، يعود تاريخها إلى أواخر الألفية الرابعة وأوائل الألفية الثالثة.
واحتوت المباني في هذه الفترة الزمنية على جدران مفردة أو مزدوجة من الحجر الجيري أو الحجر الرملي في الغالب، مع مداخل قصيرة مستطيلة تواجه الشرق. تم بناء جميعها مباشرة فوق الصخر الأساسي، دون أي إشارة إلى أي حفر قبل البناء.
كان الموقع المعروف باسم الخشبة محور مشروع مسح أجرته جامعة توبنغن في عام 2015. وقد عثرت المسوحات المختلفة للمشاة على آثار معدنية، وشظايا أفران، وأواني حجرية، ومجوهرات، وأدوات حجرية، زجاجية. وقد عثروا على ما يقرب من 200 قبر وعشرة هياكل ضخمة يمكن تأريخها إلى حوالي الألفية الثالثة قبل الميلاد، حيث يرجع تاريخ بعضها بشكل أكثر تحديدًا إلى فترة حفيت السابقة والبعض الآخر يعود إلى فترة أم النار اللاحقة.
وأشارت بعض هذه الهياكل الضخمة على نشاط هذا العصر في معالجة النحاس؛ حيث توصل بعض العلماء إلى أن الأدوات الحجرية المختلفة لعبت أدوارًا مهمة في عملية الاستفادة من النحاس.
وفي عام 1982م، تم العثور على قطعة فخارية تنسب إلى حضارة وادي السند في رأس الجنز، الواقعة في أقصى نقطة شرق شبه الجزيرة العربية. وقد اعتبر هذا دليلاً بارزًا على أن ساحل عُمان على الأقل كان متصلاً بالهند في الألفية الثالثة قبل الميلاد. كما تم العثور على قطع من البيتومين، وحصائر من القصب، وألواح خشبية، مع وجود بعض القطع التي لا تزال تحتوي على حشيش؛ مما يعني أنها كانت سدًا لقارب قديم.
وفي ظفار تم اكتشاف أسلحة في مقبرة مؤكدة يعود تاريخها إلى الألفية الثالثة قبل الميلاد.

### العصر البرونزي المتأخر
يمثل العصر البرونزي المتأخر من خلال السلع الجنائزية والمستوطنات المحفورة. ويشمل آخر 200 سنة، 1500 إلى 1300 قبل الميلاد، من فترة وادي سوق.
ومن بين الهياكل التي عثر عليها، لم يتبق سوى ستة قبور، تحت الأرض، يمكن تأريخها إلى الألفية الثانية.

## العصر الحديدي

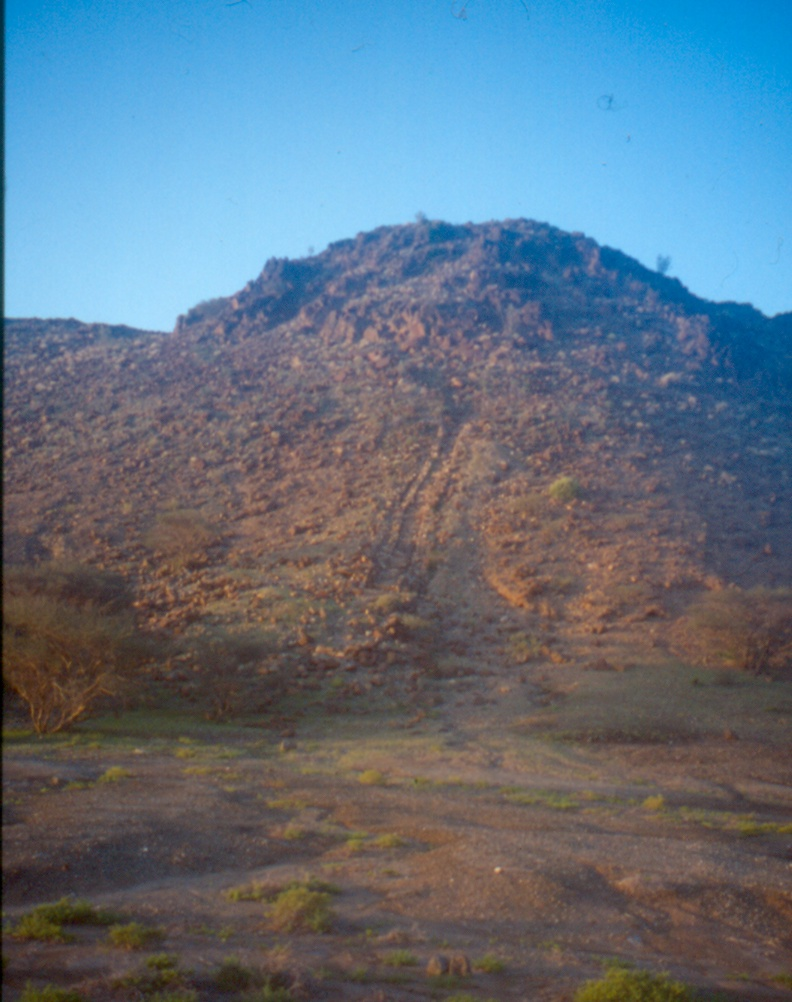
الوجه الشمالي لجبل الردحانية (أو الروضة)، الذي بُني فوقه حصن لزق (L1) الذي يعود إلى العصر الحديدي المبكر.

يمثل العصر الحديدي المرحلة الأخيرة من العصور ما قبل الإسلام، ويُعد من العصور التي شهدت ازدهارا أكثر مما سبقها من العصور، فقد شهد تطورا في المجالات الاقتصادية والاجتماعية والسياسية. ويمتد هذا العصر منذ 1300 ق.م حتى بداية القرن السابع عشر.

### العصر الحديدي المبكر
عرفت هذه الفترة من خلال 142 موقعاً أثرياً تقع في الجزء الشرقي من دولة الإمارات العربية المتحدة، والأجزاء الوسطى والشمالية من سلطنة عمان. ووضع أحد العلماء حجة ملموسة للانتقال التدريجي من العصر الحديدي المبكر إلى العصر الحديدي المتأخر في مواقع معينة في وسط عُمان. ومع ذلك، لا تظهر السلع الجنائزية أي تشابه بين الفترتين.
وفيما يتعلق بطرق دفن الموتى، فقد اختار سكان هذا العصر دفنهم في مقابر تحت الأرض موجودة بالفعل أو في مقابر جديدة تشبه الأكواخ. مما أشار إلى أنهم اعتبروا مجتمعهم آمنًا، حيث بنوا مثل هذه المقابر المرئية والضعيفة، والتي كانت فرص بقائها ضئيلة، وقد اختفت بسرعة. ولم يتم التنقيب عن أي قبر سليم من هذه الفترة على الإطلاق.

منظر تقويمي لقبر كوخ من العصر الحديدي المبكر في بلاد المعادن في شرق عمان.

إن وجود أكثر من 500 قطعة أثرية من سبائك النحاس في عبري يعطي فكرة جيدة عن الإنتاج في هذا الوقت. ففي عام 2012م، اكتشفت ورشة أخرى لتصنيع المعادن من النحاس والحديد، أُفيد في البداية بشكل غير صحيح بأنها تقع في " السفاح "، بينما يُعرف هذا الموقع في الواقع باسم "عقدة البكرة"، حيث تم العثور على أكثر من 400 قطعة أثرية معدنية تشبه تلك التي تم العثور عليها في ولاية عبري.
كما ظهر اهتمام الإنسان في العصر هذا بالنقوش المسمارية في المعادن، في (640 قبل الميلاد) للملك الآشوري الجديد آشور بانيبال؛ حيث يذكر مبعوثين أرسلهم ملك يدعى باد يقيم في إزكي، أنه تم العثور حتى الآن على ما يقارب من 700 قطعة أثرية معدنية.
كما تزامن هذه الفترة نشاط نظام الري باستخدام الفلج، مما أدى إلى النمو السريع للتمور كمحصول رئيسي، والذي نشط بشكل واسع في سلطنة عمان ومختلف ولاياتها.
في نوفمبر 2019، اكتشف علماء الآثار من سلطنة عمان وجامعة هايدلبيرج 45 مقبرة محفوظة جيدًا تغطي مساحة تتراوح بين 50 و80 مترًا مربعًا ومستوطنة يعود تاريخها إلى بداية العصر الحديدي في المضيبي. يعتقد علماء الآثار أن الموقع كان مأهولًا بعمال مناجم النحاس القريبة.

### العصر الحديدي المتأخر
في نهاية العصر الحديدي المبكر - بعد حوالي 200-300 عام دون سياقات أثرية مؤرخة بشكل مطلق - ظهرت أدلة ضعيفة على العصر الحديدي المتأخر، والتي تم تأريخها من خلال التلألؤ الحراري وبعض المقارنات الخارجية للقطع الأثرية.

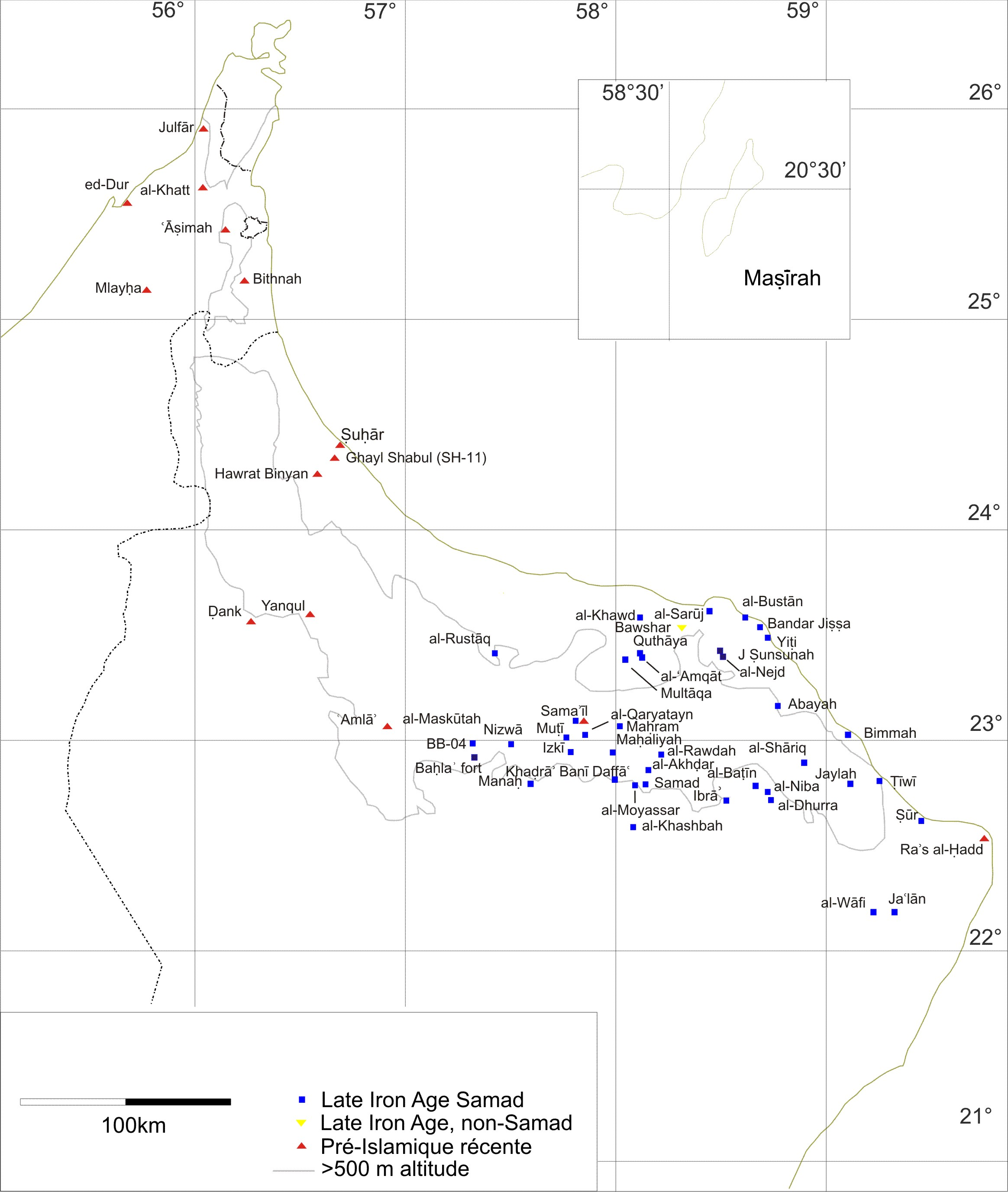
شرق عمان، مواقع العصر الحديدي المتأخر

تنتشر مواقع آثار الحديدي في سمد الشأن، ويحدها من الغرب ولاية إزكي، ومن الشمال منطقة العاصمة مسقط، ومن الجنوب جعلان، ومن الشرق الساحل. ولا يوجد في الباطنة أي تجمع منسوب إلى هذه الفترة، حيث تركز بشكل واسع في محافظة الشرقية.
وتعتبر سمد الشان وبوشر مواقع نموذجية لسكان هذه الفترة، ويشير إلى ذلك وجود فخاريات يدوية الصنع، وسبائك النحاس، والتحف الحديدية، بالإضافة إلى بعض أنواع الهياكل القبرية.

###### قبور العصر الحديدي
وتميزت قبور هذا العصر بأنها فردية مبنية من الحجر؛ وذلك بسبب عمق التربة، وتبنى بجدار منخفض بالقرب من الطرف الشمالي الغربي، وعموديًا على المحور الطويل. وتحتوي على هياكل عظمية منحنية، وعادة ما يوضع الرجال على الجانب الأيمن والنساء عادة على الجانب الأيسر، ورؤوسهم تشير إلى الجنوب الشرقي.

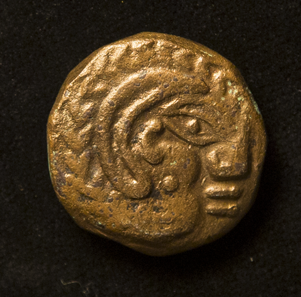
رباعية دراخما أبييل مستوردة وجدت في مستوطنة النجد في شرق عمان من العصر الحديدي المتأخر.

وفيما يتعلق بالعملات المعدنية، لم يتم سك أي عملات معدنية محليًا، وحتى الآن لم يتم العثور إلا على مثالين. وعلى الرغم من ازدهار الجزء الشمالي من عُمان التقليدية باقتصاد نقدي، إلا أن عُمان الوسطى لم تكن كذلك.
وفي هذا العصر، تمت السيطرة على بعض المدن من قِبل الغزاة من إيران  سياسيًا وعسكريًا، ولكن لأسباب لوجستية، لم يكن من الممكن احتلال سوى عدد قليل من المواقع، كما حدث أثناء الغزوات اللاحقة. ويمكن الاستدلال على الوجود الفارسي من خلال بعض أسماء الأماكن مثل ( الرستاق ) والأسماء الشخصية في إزكي. وكانت اللغة المنتشرة في ذلك الوقت في وسط عُمان اللغات العربية الجنوبية الحديثة.
كما استوطنت موجات من القبائل المهاجرة من جنوب ووسط شبه الجزيرة العربية في جنوب شرق شبه الجزيرة العربية وإيران، حيث كانت هذه الشعوب من سكان الجنوب العربي وليسوا عرباً. من المؤكد أن الأراضي القبلية لقبائل الأزد في جنوب شرق شبه الجزيرة العربية أكبر بكثير وأكثر تنوعًا من المناطق التي ازدهرت في العصر الحديدي المتأخر. وبالنظر إلى قبورهم الحجرية ومن الأدلة حول نظامهم الغذائي، فإن هؤلاء لم يكونوا من البدو، بل كانوا من المزارعين.
وقد جلبت هذه القبائل معهم اللغة العربية الجنوبية المتنوعة، والتي أصبحت فيما بعد اللغة العربية إلى الشرق حتى خراسان في إيران. ومع ذلك، فإن اللهجة العربية العمانية لها كلماتها الخاصة وليست مجرد لهجة مستوردة من وسط الجزيرة العربية.

ومن الآثار وجود الجرار المصنعة في شبه الجزيرة العربية وساحل البحر الأحمر، والتي من الواضح أنها كانت تستخدم لنقل النبيذ. 

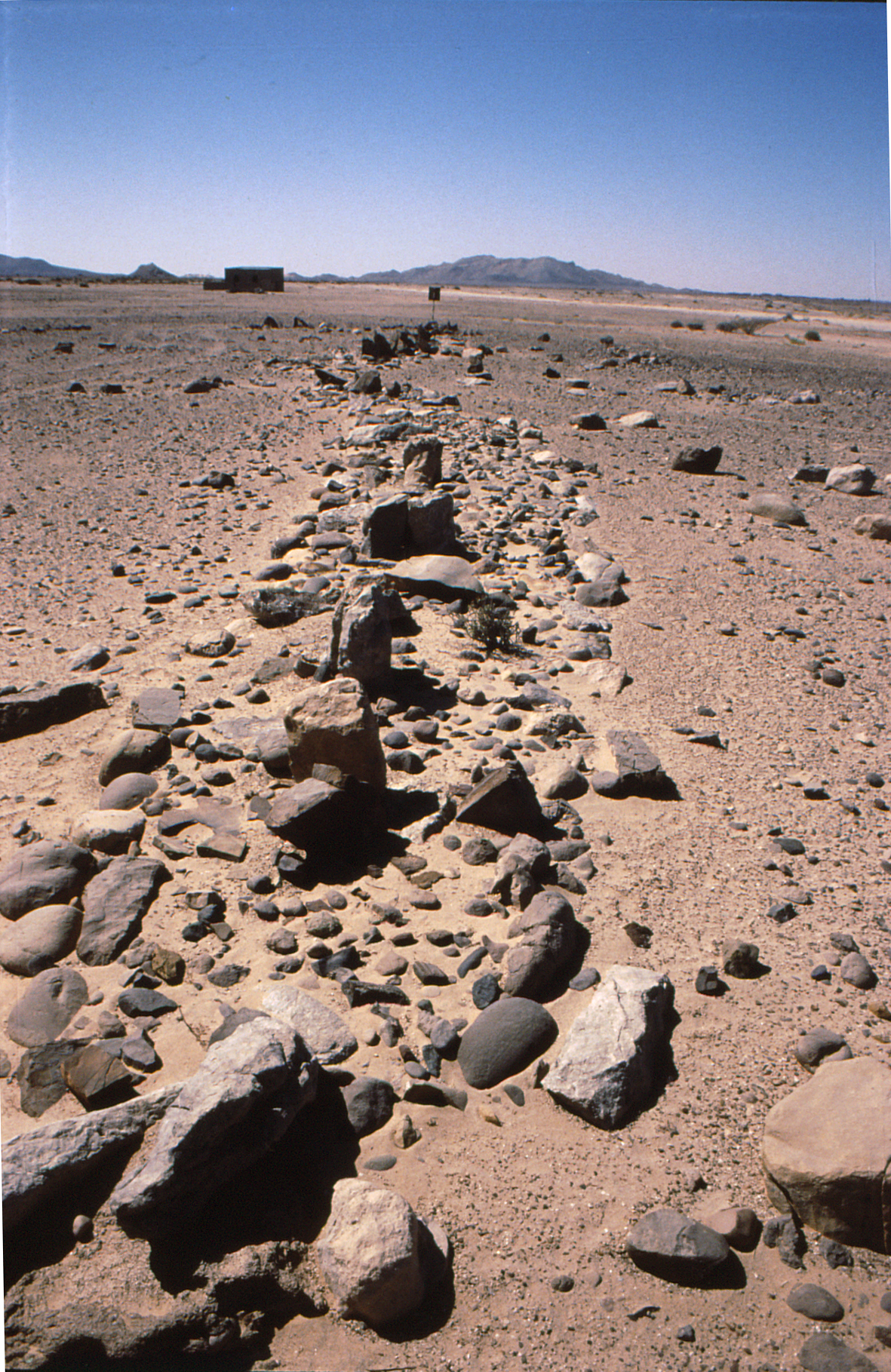
ثلاثي صخري في موقع بالقرب من الجوابي في ولاية صور.

وفي حُقبة أخرى من العصر الحديدي المتأخر، تم تصميم الأسلحة بشكل مختلف، كما هو الحال في أحد القبور في بوشر. ومن الغريب أن بعض الآثار التي كانت توصف سابقًا بأنها من أحجار المغليثية، بينما توصف الآن بأنها "آثار حجرية صغيرة". لقد تم استخدام مصطلح الميغاليث واستخدامه بشكل خاطئ في مجموعة واسعة من المعاني؛ فالأحجار الثلاثية الموجودة في عُمان تختلف عن تلك الموجودة في أوروبا من حيث الحجم والشكل. ومن أهم الأمثلة على ذلك هي المجموعات المتتالية من ثلاثة أحجار تتجمع معًا لتشكل هرمًا. وقد يوضع حجر رابع أفقياً في الأعلى. تقع هذه الأحجار عادة في الوديان، وهي منطقة السكن الرئيسية للبدو.
وبالحكم من خلال أسماء الأماكن المهرية والثلاثيات، فإن المتحدثين بالمهرية عاشوا أبعد إلى الشمال حتى دفعتهم القبائل البدوية إلى الجنوب. تشكل التريليثات الفئة الوحيدة من الاكتشافات المشتركة بين وسط وجنوب عُمان. ومن المحتمل أيضًا وجود صلة بين هذه اللغة واللغة الصَحْرِية/الجبالية.
هذه الفترة من العصر ما قبل الإسلام عُرفت من مواقع مختلفة في السلطنة، وتعتبر مثل هذه المواقع معاصرة إلى حد كبير للعصر الحديدي المتأخر في منطقة سمد الشان في وسط عُمان، وخاصة في المنطقة الشرقية.

#### العصر الحديدي في ظفار

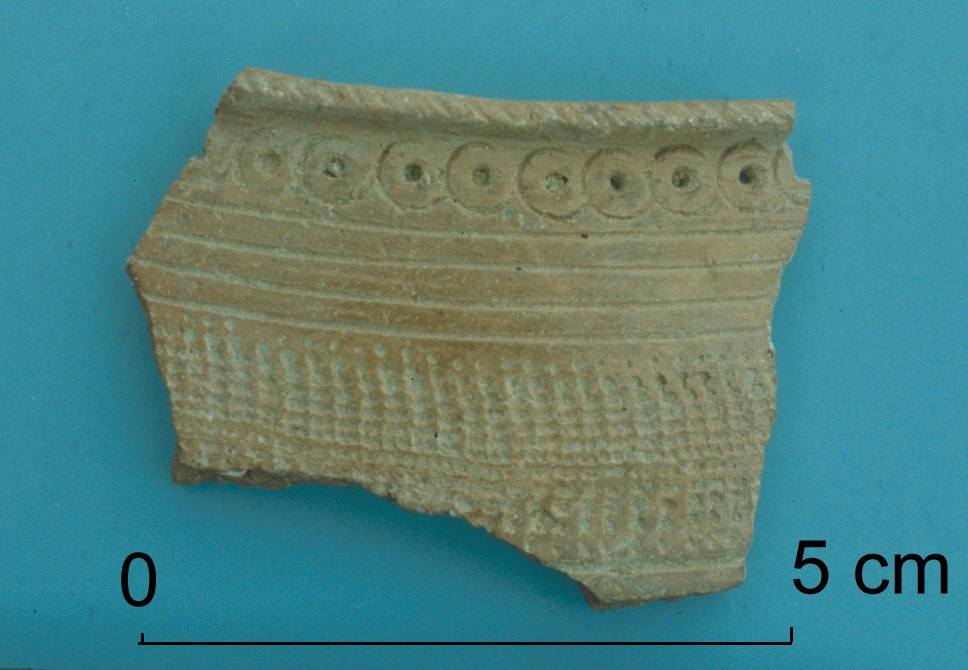
قطعة فخار من العصور الوسطى من خور روري في جنوب عُمان

سلطت العديد من المسوحات والحفريات الضوء على الآثار في محافظة جنوب السلطنة؛ وأكبر وأشهر موقع هو خور روري، وهو حصن تجاري أنشأته مملكة حضرموت في القرن الثالث قبل الميلاد. في حين أن هذا الموقع يظهر مزيجًا من القطع الأثرية، وكثير منها من نوع جنوب الجزيرة العربية القديمة، فإن الريف المحيط به يكشف عن مزيج من أنواع مختلفة من القطع الأثرية. ويعود وجود خور روري إلى تجارة المواد العطرية، وخاصة اللبان. حيث كان يُعتقد لسنوات عديدة أن نوع القطع الفخارية المرسومة تعود إلى العصر الحديدي المتأخر، إلا أن الأبحاث الحديثة أرجعتها إلى العصور الوسطى.
ومما ميّز هذا العصر في سلطنة عمان عن غيره، هو نهوض السلطنة في التجارة والعلاقات الخارجية، وازدهار الفن والعمارة، اضافة إلى التطور والتحولات في المعتقدات الدينية، وأنشطة التجارة والاقتصاد، وتطور تقنيات الحديد، مما مهد الطريق لمراحل تاريخيّة أكثر تطورا في المنطقة.

## العصر الإسلامي
لا يوجد سوى القليل من الأدلة الأثرية من العصر الإسلامي المبكر؛ حيث يعود تاريخ أقدم الهياكل المعمارية التي نجت إلى العصور الوسطى. ومع ظهور الإسلام وهجرة القبائل العربية، ترسخت اللغة العربية في عُمان.
ويُعد العصر الإسلامي مرحلة فاصلة في السلطنة، وذلك بعد دخول الإسلام إلى عمان بعد وصول الصحابي عمرو بن العاص حاملا رسالة النبي صلى الله عليه وسلم لدعوة أهل عمان، فدخلوا إلى الإسلام وحافظوا على استقلال هويتهم ومجتمعهم العماني.
وفي هذا العصر، وصل إنتاج النحاس إلى مستوى قياسي مرتفع، وذلك وفقًا لكمية بقايا النحاس التي عُثرَ عليها في 150 موقع صهر معروف. ويعد منجم الأسيل في وادي الجزي أكبر موقع لصهر المعادن في عمان. وتشير الدعامات الخشبية التي تم العثور عليها على عمق 40 متراً تحت الأرض إلى أدلة على الأعمال التي جرت تحت الأرض، مع وجود نظريات تفترض أن الأنفاق انهارت. وقد تعرض موقع مماثل، للتخريب والاستغلال المفرط، مما أدى إلى انهياره.
كما أن هذا العصر ازدهر بكون عمان جزءا من الخلافات الإسلامية الكبرى، مثل الخلافة الأموية والعباسية. وازدهر بأنشطة التجارة والثقافة. ويعود ذلك إلى الموقع الجغرافي لها الواقع على الطريق التجاري البحري بين الشرق والغرب.

## مقالات ذات صلة
- تاريخ الحكم في عُمان بعد الإسلام
- تاريخ عُمان